# (2391) Tomita
(2391) Tomita es un asteroide perteneciente al cinturón de asteroides descubierto por Karl Wilhelm Reinmuth desde el Observatorio de Heidelberg-Königstuhl, Alemania, el 9 de enero de 1957.

## Designación y nombre
Tomita recibió al principio la designación de 1957 AA.
Posteriormente, en 1987, se nombró en honor del astrónomo japonés Koichiro Tomita (1925-2006).

## Características orbitales
Tomita está situado a una distancia media de 2,44 ua del Sol, pudiendo alejarse hasta 2,768 ua y acercarse hasta 2,112 ua. Tiene una excentricidad de 0,1344 y una inclinación orbital de 3,011 grados. Emplea en completar una órbita alrededor del Sol 1392 días.

## Características físicas
La magnitud absoluta de Tomita es 12,5 y el periodo de rotación de 7,953 horas.